# PsyToolkit
PsyToolkit是一個可以編制心理實驗的套裝軟體，通常可以被歸類為一個行為實驗軟體。軟體由Dr Gijsbert Stoet於2005年在圣路易斯华盛顿大学作為一個軟體專案所開發。當前，軟體由格拉斯哥大學接管。該軟體以GNU GPL v3協定發佈。此外，關於該軟體的文章曾多次被發表在Society for Computers in Psychology的週年會議。

## 主要功能
PsyToolkit能讓實驗編制者使用簡單的代碼來編制可運行的實驗程式，並提供豐富的例子與文檔供參考之用。它運行於Linux作業系統之上，沒有使用者介面，雖然有個演示模式的Java外表，但也只是用於線上教學。軟體相容於Cedrus和IOLab設備。其特別之處在於，程式碼先被轉化為可編輯的C語言代碼，然後C語言代碼再由GCC編譯而為實驗程式。除了編輯實驗程式的模組，軟體還帶有PsyQuest，一個以GTK+工具集為基礎的問卷模組。
自版本1.4.0後，實驗程式皆能以Java編碼編寫並可於各平台上使用（雖在運行時間上和功能上會受到一定限制）。同時，線上版本的PsyToolkit亦提供線上程式編寫功能。
軟體攜帶了許多心理學上主要的實驗範式的例子，包括返回抑制 (IOR)、任務轉換、注意瞬脫、空間相容性、多客體追蹤和視覺探索等。

## 外部連結
- PsyToolkit官方網站